# Alas Malang (Panarukan)
Alas Malang is een bestuurslaag in het regentschap Situbondo van de provincie Oost-Java, Indonesië. Alas Malang telt 3648 inwoners (volkstelling 2010).